# Worthington (Massachusetts)
Worthington és un poble dels Estats Units a l'estat de Massachusetts. Segons el cens del 2000 tenia 1.270 habitants.

## Demografia
Segons el cens del 2000, Worthington tenia 1.270 habitants, 503 habitatges, i 363 famílies. La densitat de població era de 15,3 habitants/km².
Dels 503 habitatges en un 31,8% hi vivien nens de menys de 18 anys, en un 60,8% hi vivien parelles casades, en un 7,6% dones solteres, i en un 27,8% no eren unitats familiars. En el 21,3% dels habitatges hi vivien persones soles el 8% de les quals corresponia a persones de 65 anys o més que vivien soles. El nombre mitjà de persones vivint en cada habitatge era de 2,52 i el nombre mitjà de persones que vivien en cada família era de 2,96.
Per edats la població es repartia de la següent manera: un 24,5% tenia menys de 18 anys, un 6,3% entre 18 i 24, un 26,8% entre 25 i 44, un 31,4% de 45 a 60 i un 11% 65 anys o més.
L'edat mediana era de 42 anys. Per cada 100 dones de 18 o més anys hi havia 92,6 homes.
La renda mediana per habitatge era de 53.047 $ i la renda mediana per família de 60.132$. Els homes tenien una renda mediana de 42.500 $ mentre que les dones 26.438$. La renda per capita de la població era de 24.190$. Entorn de l'1,5% de les famílies i el 3,5% de la població estaven per davall del llindar de pobresa.